# Hervé Guermeur
Pour les articles homonymes, voir Guermeur.
Hervé Guermeur, né le 12 février 1949 à Quimper, est un footballeur français ayant évolué au poste d'attaquant de la fin des années 1960 au début des années 1980, principalement au Stade rennais.
Formé à la Phalange d’Armor de Quimper, Hervé Guermeur rejoint le Stade rennais en 1967, à dix-huit ans. Pendant cinq ans, l’attaquant ne fait que de rares apparitions en équipe première, se contentant de jouer avec l'équipe réserve. En 1971, il ne prend pas à la finale victorieuse en Coupe de France. À partir de 1972, son temps de jeu devient plus important. Il occupe l’aile droite de l’attaque rennaise, ce qui ne l’empêche pas de marquer. En 1977, le Stade rennais descend en D2 et se sépare de certains joueurs. Le Quimpérois rejoint l'Amicale de Lucé en D2, pour une unique saison, puis termine sa carrière de joueur avec le Stade quimpérois.
Hervé Guermeur se reconvertit comme entraîneur de niveau régional et départemental dans son Finistère natal, dirigeant notamment l’US Pont-l’Abbé puis l'équipe réserve du Stade quimpérois, tout en occupant le poste de responsable des équipements sportifs à la ville de Quimper.

## Biographie

### Formation et débuts professionnels
Originaire de Quimper, Hervé Guermeur y commence le football à l'âge de onze ans au sein de la Phalange d'Arvor. De retour d'une seule saison à Pluguffan, Hervé joue en DSR à quatorze ans. Le Stade rennais fait signer au jeune peintre en bâtiment un contrat de non-sollicitation, alors que le Stade quimpérois se renseigne aussi à son sujet.
À seize ans, Guermeur rejoint Rennes. Pour sa première saison, il évolue la plupart du temps avec l'équipe réserve. Il joue plus d'un an plus tard son premier match de professionnel lors de la saison 1968-1969, lancé dans le grand bain par un certain Jean Prouff. Il fait sa première apparition en Division 1 le 23 mars 1968 pour un match disputé face à l'US Valenciennes-Anzin. Il inscrit son premier but en professionnel le 14 septembre 1968 en ouvrant le score à l'heure de jeu lors de la réception du FC Metz (2-0).
International militaires, Guermeur gagne peu à peu en temps de jeu, et participe au parcours victorieux du Stade rennais en Coupe de France 1971 en marquant en quart-de-finale. Il ne dispute cependant pas la finale, qu'il doit regarder depuis la tribune.

### Cadre du Stade rennais
Hervé Guermeur commence réellement à s'imposer en fin de la saison 1971-1972, marquant six buts lors des six dernières rencontres de l'exercice.
Pour l'exercice 1972-1973, le Stade rennais devient indépendant et termine à la dixième place de D1.
La saison 1973-1974 marque une rupture. Habitué à jouer le milieu de tableau les saisons précédentes, le Stade rennais se retrouve cette fois à se battre pour son maintien. À ces difficultés sportives s'ajoutent des difficultés financières. Quant à la situation sportive, elle s'améliore in extremis passé janvier, Guermeur finit meilleur buteur du club.
La saison suivante, l'attaquant garde son statut de meilleur buteur mais ne peut empêcher la relégation. Alors que l'équipe pointe encore dans le ventre mou du championnat, l'entraîneur René Cédolin est débarqué à la surprise générale, et remplacé par Antoine Cuissard. Peu productif, ce remplacement est suivi d'une chute brutale des résultats, qui aboutit, le 3 juin 1975, à un retour en Division 2, dix-sept ans après le dernier passage à ce niveau.
En 1976, le Stade rennais remonte immédiatement en D1, mais l'embellie est courte. Englué dans ses difficultés financières, le club est de nouveau relégué en D2. Devenu capitaine de l'équipe, Guermeur est contraint de quitter le club.
Avec 241 matchs sous le maillot rennais, Guermeur est le quinzième joueur le plus capé de l'histoire du club ainsi que le septième meilleur buteurs (58) avec Henri Belunza.

### En Division 2
Pour la saison 1977-1978, Hervé Guermeur continue alors sa carrière en D2 et dispute une saison à l'Amicale de Lucé, s'offrant au passage un but de la tête pour une victoire face au Stade rennais lors de la dixième journée (2-1). En Coupe de France, Guermeur inscrit un doublé en fin de match lors des 32es de finale contre l'US Nœux-les-Mines (6-0). Il marque à nouveau en championnat contre une équipe qu'il connaît, le Stade quimpérois (1-1) puis offre la victoire chez le SM Caen (1-2). Avec cinq buts, il termine second meilleur buteur de l'équipe qu'il quitte en fin de saison.
Hervé Guermeur revient pour ses trois dernières années professionnelles dans sa ville natale, au Stade quimpérois en 1978, les plus belles années du StadeQ. Il termine sa carrière en 1981.

### Reconversion comme entraîneur
Hervé Guermeur raccroche ensuite les crampons et devient entraîneur à Pont-l'abbé puis auprès de l'équipe réserve du Stade quimpérois et à Plogastel-Saint-Germain.
En 2008, il est l'entraîneur des moins de 18 ans de Kerfeunteun.
En janvier 2011, à la retraite depuis quelques semaines, il reprend l'équipe réserve du Quimper Kerfeunteun FC en difficulté en DSR. Il a auparavant entraîné les équipes des 13 ans et des 18 ans puis s'est éloigné des terrains durant deux ans.

## Statistiques
| Saison                | Club                  | Championnat           | Championnat | Championnat | Coupe(s) nationale(s) | Coupe(s) nationale(s) | Total | Total |
| Saison                | Club                  | Division              | M.          | B.          | M.                    | B.                    | M.    | B.    |
| 1967-1968             | Stade rennais UC      | D1                    | 3           | -           | -                     | -                     | 3     | 0     |
| 1968-1969             | Stade rennais UC      | D1                    | 12          | 2           | -                     | -                     | 12    | 2     |
| 1969-1970             | Stade rennais UC      | D1                    | 9           | 1           | 2                     | -                     | 11    | 1     |
| 1970-1971             | Stade rennais UC      | D1                    | 7           | -           | 1                     | 1                     | 8     | 1     |
| 1971-1972             | Stade rennais UC      | D1                    | 12          | 7           | 3                     | 1                     | 15    | 8     |
| 1972-1973             | Stade rennais FC      | D1                    | 37          | 11          | 1                     | -                     | 38    | 11    |
| 1973-1974             | Stade rennais FC      | D1                    | 34          | 12          | 1                     | -                     | 35    | 12    |
| 1974-1975             | Stade rennais FC      | D1                    | 36          | 4           | 3                     | 1                     | 39    | 5     |
| 1975-1976             | Stade rennais FC      | D2                    | 35          | 7           | 3                     | -                     | 38    | 7     |
| 1976-1977             | Stade rennais FC      | D1                    | 37          | 5           | 3                     | 1                     | 40    | 6     |
| Sous-total            | Sous-total            | Sous-total            | 222         | 49          | 17                    | 4                     | 239   | 53    |
| 1977-1978             | Amicale de Lucé       | D2                    | 27          | 3           | 3                     | 2                     | 30    | 5     |
| 1978-1979             | Stade quimpérois      | D2                    | 29          | 3           | 3                     | -                     | 32    | 3     |
| 1979-1980             | Stade quimpérois      | D2                    | 32          | 1           | 3                     | 2                     | 35    | 3     |
| 1980-1981             | Stade quimpérois      | D2                    | 28          | 1           | 1                     | -                     | 29    | 1     |
| Sous-total            | Sous-total            | Sous-total            | 89          | 5           | 7                     | 2                     | 96    | 7     |
| Total sur la carrière | Total sur la carrière | Total sur la carrière | 338         | 57          | 27                    | 8                     | 365   | 65    |

## Palmarès
Lors de la saison 1970-1971, Hervé Guermeur ne prend pas part à la finale de Coupe de France, remportée par son équipe du Stade rennais.
Relégué en Division 2 en 1975, les Bretons remporte leur groupe puis s'inclinent en finale face au SCO d'Angers.
Hervé Guermeur est l'avant-dernier joueur français de la Ligue 1 à avoir enchaîné 8 buts en 8 matches (1972), performance égalée 50 ans plus tard en 2022 par Moussa Dembélé.